# Videglansblomfluga
Videglansblomfluga (Orthonevra geniculata) är en tvåvingeart som först beskrevs av Johann Wilhelm Meigen 1830.  Videglansblomfluga ingår i släktet glansblomflugor, och familjen blomflugor.
Artens utbredningsområde är Sverige. Arten är reproducerande i Sverige. Inga underarter finns listade i Catalogue of Life.